# Clipper (briquet)
Pour les articles homonymes, voir Clipper (homonymie).
 (août 2023).
Si vous disposez d'ouvrages ou d'articles de référence ou si vous connaissez des sites web de qualité traitant du thème abordé ici, merci de compléter l'article en donnant les références utiles à sa vérifiabilité et en les liant à la section « Notes et références ».

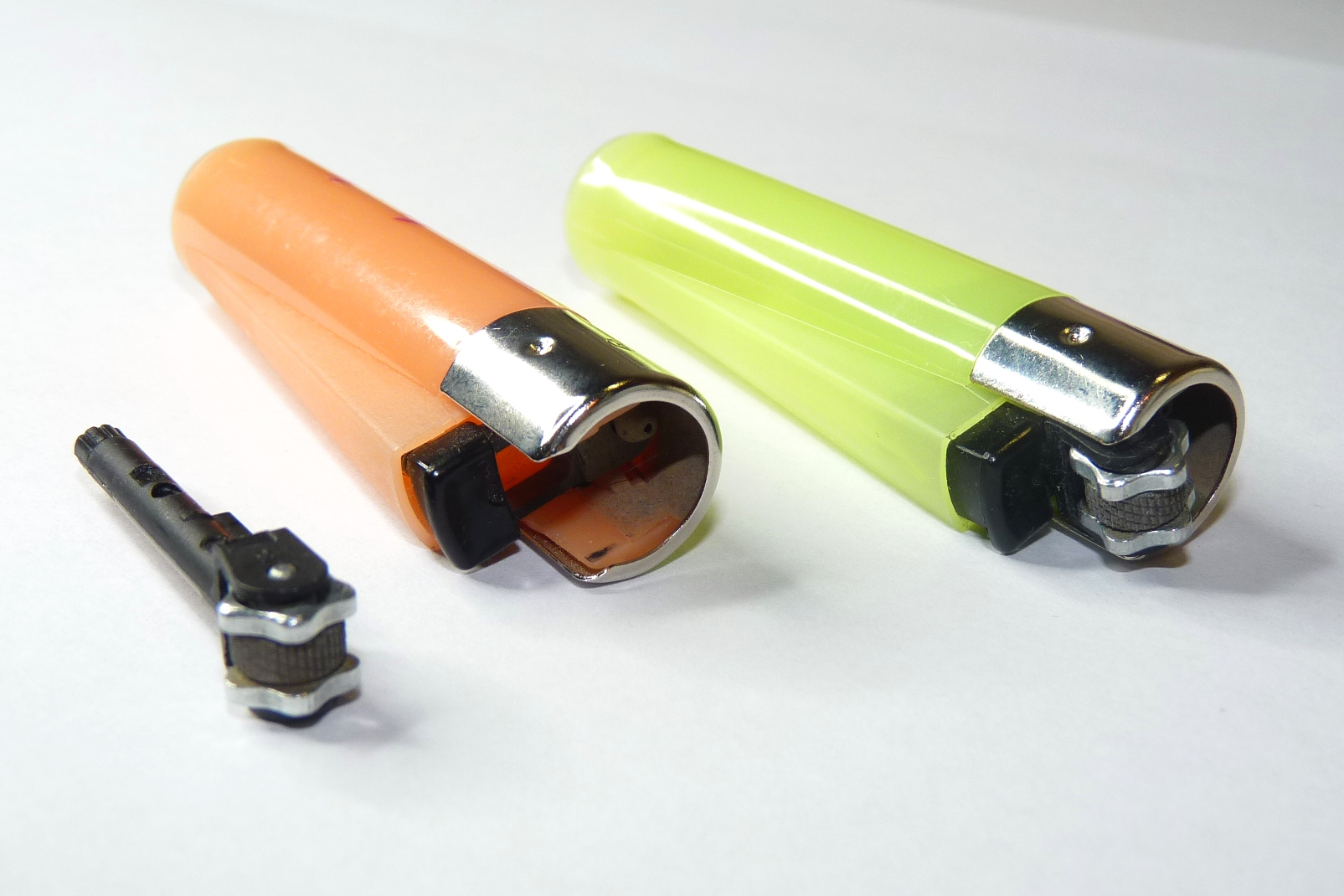
Briquet Clipper ; à gauche, la molette démontée contenant la pierre.

Clipper est la marque d’un briquet économique à gaz butane créé à Barcelone en 1970, conçu par Enric Sardà et fabriqué par Flamagas SA, marque créée en 1959. Le premier briquet a été mis sur le marché en 1972. La production annuelle actuelle est de quelque 450 millions d’unités dans le monde, la plupart étant fabriqués dans une usine près de Barcelone et le reste à Madras (Inde) et à Shanghai (Chine) entre autres, ce qui en fait le deuxième fabricant après Bic.
La marque Clipper est une division de Flamagas S.A. qui distribue également de la papeterie et des produits électroniques pour des marques telles que Casio et Daewoo. Flamagas S.A. est dirigée par la Puig et les deux entités sont des filiales d’Exea Corporation.

## Le briquet
Le grand avantage du briquet Clipper est d’être rechargeable et sa pierre remplaçable, utilisant un système original qui consiste en un élément tubulaire, séparé du réservoir de gaz, que l’on peut extraire ; il contient la molette, la pierre, un ressort et une vis de maintien.
C’est un briquet très apprécié des consommateurs de tabac à rouler et de cannabis, car la pièce évoquée contenant la pierre paraît idoine pour presser le contenu de la cigarette ou du joint une fois roulé. De plus, si le briquet est incliné alors qu’il est allumé, la taille de sa flamme augmente, ce qui se révèle utile pour allumer pipes et bangs.

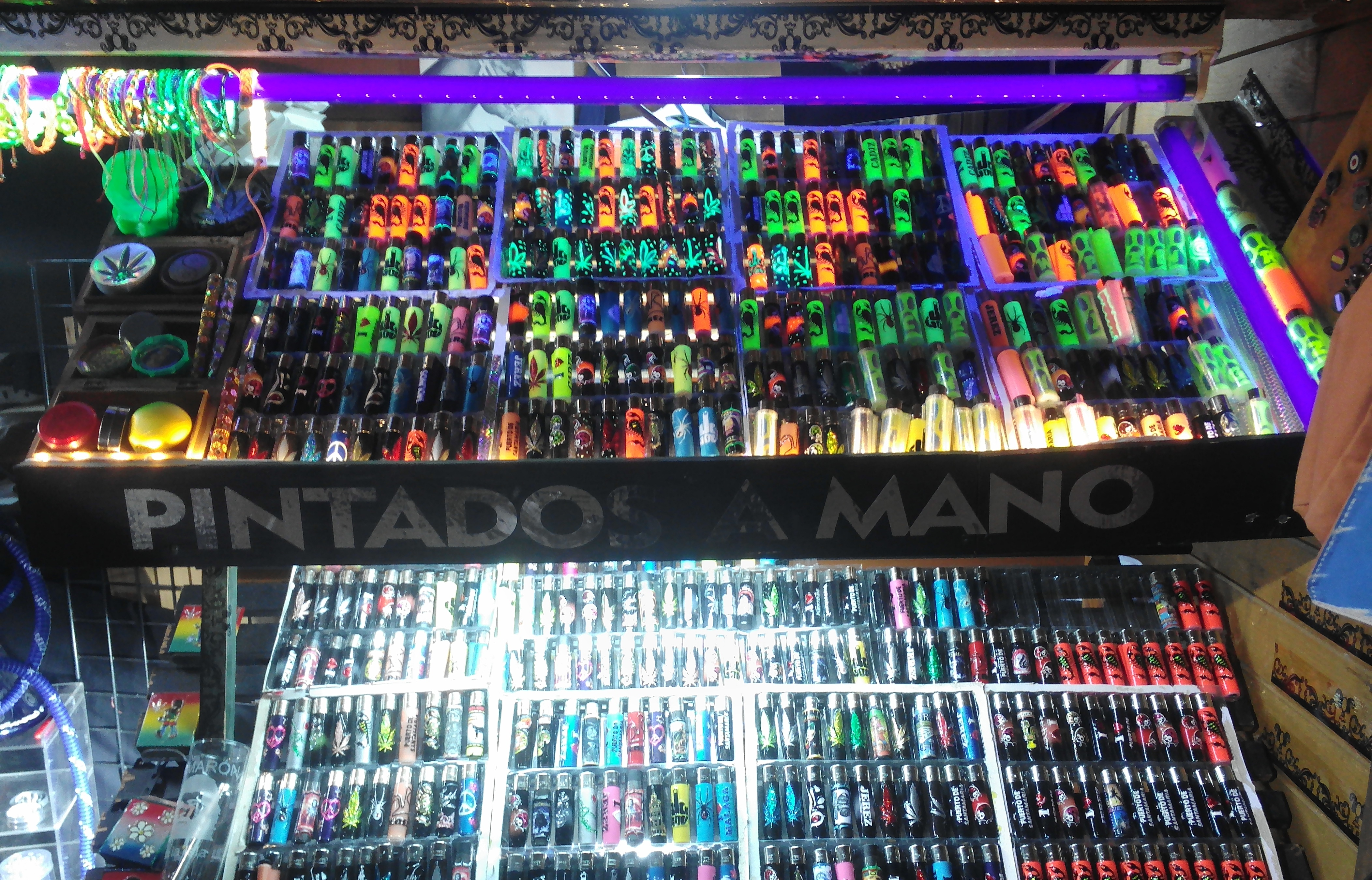
Briquets Clipper en boutique.

Les briquets Clipper sont des objets de collection du fait qu’il existe différentes tailles, conceptions et séries, destinées spécialement au marché des jeunes. Son succès est dû au fait qu’on pouvait également y insérer des messages publicitaires ou les décorer selon le goût du consommateur.